# Mauricio Rosales
Pablo Mauricio Rosales (n. La Plata, provincia de Buenos Aires, Argentina; 10 de marzo de 1992) es un futbolista argentino. Juega de defensor y su equipo actual es el Club Atletico Chaco For Ever de la Primera Nacional.

## Carrera

### Estudiantes de La Plata
Rosales comenzó jugando en Estudiantes de La Plata. Debutó el 23 de julio de 2013 en la victoria por 2-1 sobre Quilmes por Copa Argentina. En el torneo, debutó frente a River Plate en noviembre del mismo año. Ingresó a los 13 minutos del primer tiempo por el lesionado Leonardo Jara. Ese encuentro terminó 1-2 a favor de Estudiantes.
Al año siguiente, se dio el lujo de debutar en competencias internacionales. Ocurrió el 3 de septiembre contra Gimnasia y Esgrima en el clásico platense. Al igual que en su debut en el campeonato local, reemplazó a Germán Ré, lesionado, a los 37 minutos del primer tiempo.
En el pincha es recordado por tirar el centro a Diego "viruta" Vera en el histórico clásico por la Copa Sudamericana 2014, donde Estudiantes le ganó por 1-0 al clásico rival y avanzó a la siguiente ronda, enfrentando a Peñarol. En el partido de vuelta, pateo el 4.º penal del pincha frente al carbonero en la definición, convirtiéndolo y siendo clave ingresando desde el banco en el ET.

### Atlético Tucumán
Debido a la poca participación en Estudiantes en 2016, es prestado ese mismo año a Atlético Tucumán. Debutó en el Decano el 27 de agosto en la victoria por 1-0 contra Atlético de Rafaela. En el conjunto tucumano apenas jugó 11 encuentros, aunque paso a la historia junto con el plantel que disputó la Copa Libertadores y se clasificó de manera heroica en Ecuador jugando con la ropa del Sub-20 de Argentina.

### Olimpo
El lateral derecho volvió a ser cedido, esta vez a Olimpo. Debutó por Copa Argentina frente a Racing Club. El partido terminó 2-4 a favor del Aurinegro. Luego, Rosales disputó 5 partidos por el campeonato y sufrió el descenso del club a la Primera B Nacional.

### Vuelta a Estudiantes
Rosales regresó a Estudiantes tras sus dos pasos en Atlético Tucumán y Olimpo. Sin embargo, no tuvo la participación esperada, ya que en dos años apenas jugó 7 partidos.

### Agropecuario
En 2020, Rosales se convirtió en refuerzo de Agropecuario, equipo de la Primera Nacional. Debutó con el Sojero el 29 de noviembre en la derrota por 3-1 frente a Estudiantes, donde convirtió el único gol del equipo de Carlos Casares (y su primer gol en el fútbol profesional). Disputó un total de 24 encuentros en el Sojero.
Temperley
Luego de su paso por el sojero, para finales de diciembre de 2021, se concretó su llegada a Temperley para disputar la temporada 2022 de la Primera Nacional.

## Estadísticas

### Clubes
- Actualizado hasta el 18 de Abril de 2022.

| Estudiantes (LP) Argentina | 1.ª                 | 2012-13             | 0  | 0 | 1 | 0 | -  | - | 1   | 0 | 0,00 |
| Estudiantes (LP) Argentina | 1.ª                 | 2013-14             | 14 | 0 | 0 | 0 | -  | - | 14  | 0 | 0,00 |
| Estudiantes (LP) Argentina | 1.ª                 | 2014                | 10 | 0 | 0 | 0 | 5  | 0 | 15  | 0 | 0,00 |
| Estudiantes (LP) Argentina | 1.ª                 | 2015                | 15 | 0 | 1 | 0 | 4  | 0 | 20  | 0 | 0,00 |
| Estudiantes (LP) Argentina | 1.ª                 | 2016                | 1  | 0 | 0 | 0 | 0  | 0 | 1   | 0 | 0,00 |
| Estudiantes (LP) Argentina | 1.ª                 | 2018-19             | 3  | 0 | 1 | 0 | -  | - | 4   | 0 | 0,00 |
| Estudiantes (LP) Argentina | 1.ª                 | 2019-20             | 3  | 0 | 1 | 0 | -  | - | 4   | 0 | 0,00 |
| Estudiantes (LP) Argentina | Total club          | Total club          | 46 | 0 | 4 | 0 | 9  | 0 | 59  | 0 | 0,00 |
| Atlético Tucumán Argentina | 1.ª                 | 2016-17             | 8  | 0 | 0 | 0 | 3  | 0 | 11  | 0 | 0,00 |
| Atlético Tucumán Argentina | Total club          | Total club          | 8  | 0 | 0 | 0 | 3  | 0 | 11  | 0 | 0,00 |
| Olimpo Argentina | 1.ª                 | 2017-18             | 5  | 0 | 1 | 0 | -  | - | 6   | 0 | 0,00 |
| Olimpo Argentina | Total club          | Total club          | 5  | 0 | 1 | 0 | -  | - | 6   | 0 | 0,00 |
| Agropecuario Argentina | 2.ª                 | 2020                | 8  | 1 | - | - | -  | - | 8   | 1 | 0,12 |
| Agropecuario Argentina | 2.ª                 | 2021                | 16 | 0 | - | - | -  | - | 16  | 0 | 0,00 |
| Agropecuario Argentina | Total club          | Total club          | 24 | 1 | - | - | -  | - | 24  | 1 | 0,04 |
| Temperley | 2.ª                 | 2022                | 9  |   |   |   |    |   | 9   |   |      |
| Total en su carrera | Total en su carrera | Total en su carrera | 92 | 1 | 5 | 0 | 12 | 0 | 109 | 1 | 0,01 |
| (1) Las copas nacionales se refiere a la Copa Argentina y a la Copa de la Liga Profesional. (2) Las copas internacionales se refiere a la Copa Libertadores y a la Copa Sudamericana. (3) Media de goles por encuentro. No incluye goles en partidos amistosos. |                     |                     |    |   |   |   |    |   |     |   |      |